# Comuna Vasîlivka, Solone
Vasîlivka (în ucraineană Василівка) este o comună în raionul Solone, regiunea Dnipropetrovsk, Ucraina, formată din satele Antonivka, Cervonokameane, Dniprelstan, Dorohanivka, Kameane, Novoselivka și Vasîlivka (reședința).

## Demografie
Componența lingvistică a satului Vasîlivka
     Ucraineană (86,21%)
     Rusă (12,11%)
     Alte limbi (0,42%)
Conform recensământului din 2001, majoritatea populației satului Vasîlivka era vorbitoare de ucraineană (86,21%), existând în minoritate și vorbitori de rusă (12,11%).